# Église San Paternian
L'église San Paterniano (église Saint-Paternian) était une église catholique de Venise, en Italie.

## Localisation
Cette église était située dans le sestiere de San Marco, à l'emplacement de l'actuel Campo Manin.

## Historique
San Paterniano fut probablement créée au XIIe siècle et prévue pour inclure l'école voisine de Saint Appollonia en connexion avec l'École voisine.
La tradition veut que la famille Andreada ait fondé une église en bois au Xe siècle, consacrée à Saint Paternien (it) dont un portrait fut apporté d'Ancône (Marches) en 890 et vénéré dans une tente. Cette église brûla entièrement en 976 et fut reconstruite en pierre entre 1005 et 1168, utilisant huit colonnes grecques de marbre apportées de Constantinople.
Reconstruite à nouveau en 1437 avec une nef, deux ailes et sept autels, elle fut fermée en 1810. 
L'église et son campanile pentagonal, datant de 999 et ainsi le plus vieux de Venise, ont été démolis par le Conseil municipal en 1871 pour faire place à la statue de Daniele Manin sur le Campo Manin après avoir vainement essayé de les vendre aux enchères.
Les archives de l'église se trouvent dans l'Église San Luca Evangelista.